# Primärquelle und Sekundärquelle
Das Begriffspaar Primärquelle/Sekundärquelle verweist unter anderem in der Geschichtswissenschaft auf den Überlieferungszusammenhang von Quellen untereinander. Aus einer Sekundärquelle kann man erfahren, was in der (eventuell verloren gegangenen) Primärquelle stand. Von einer Primärquelle wird gesprochen, wenn im betreffenden Zusammenhang Sekundärquellen behandelt werden, ansonsten wird einfach der Begriff Quelle verwendet.

## Begriff
In der Geschichtswissenschaft trennt man scharf die Quellen im engeren Sinne von der modernen Sekundärliteratur, die Quellen oder andere Texte behandelt.
Zu den vielen Arten, Quellen untereinander zu unterscheiden, gehört das Begriffspaar Primärquelle / Sekundärquelle: 
Primärquellen sind oft, aber nicht unbedingt, erste Informationen von Augenzeugen oder schriftliche Berichte von am Geschehen Beteiligten, von Ereignissen und geschichtlichen Besonderheiten und Abläufen. Primärquellen stellen daher die erste Überlieferung meist in schriftlicher Form dar (Geschichtswerke, Urkunden, Berichte, Protokolle, Korrespondenzen etc.) und sind somit sehr authentisch. Die inhaltliche und damit erste Erschließung von Primärquellen liegt in der Regel in den Händen von Archivaren. 
Sekundärquellen wiederum sind Berichte und weitere Überlieferungen aus zweiter Hand, die ihrerseits Primärquellen zitieren oder auf deren Grundlage entstanden sind. Dies gilt z. B. im Hinblick auf die Werke der frühen antiken Alexanderhistoriker, die verloren sind und deren Inhalt nur durch später entstandene antike Geschichtswerke, die sich auf die verlorenen Vorlagen gestützt haben, bekannt ist.

## Verwendung
In der Geschichtswissenschaft geht es darum, die zuverlässigere historische Quelle zu einem Thema zu ermitteln, denn es kann sein, dass die Sekundärquelle den Inhalt der Primärquelle fehlerhaft wiedergibt. Es kann allerdings auch sein, dass im Einzelfall eine Sekundärquelle „wegen größerer Objektivität im Bericht, besseren Überblicks über die Zusammenhänge usw. eine Primärquelle an Wert übertrifft“, so Ahasver von Brandt. Falls eine Primärquelle verloren gegangen ist, kann man eventuell mit Hilfe von Sekundärquellen den Text der Primärquelle rekonstruieren bzw. wenigstens den ungefähren Inhalt erfahren.
In der Literaturwissenschaft sind Primärquellen die literarischen Texte, während Sekundärquellen alle diejenigen Texte sind, „deren Erschließung Aufgabe“ der Quellenkunde ist. Gero von Wilpert listet dazu Handschriften, Manuskripte, Drucke, Dokumente, Archivalien, Memoiren usw. auf, „deren Kenntnis die eigtl. wiss. Erforschung der Werke selbst ergänzt und erweitert“.
Viele antike und teils auch mittelalterliche Werke sind der Nachwelt verloren gegangen. In erhaltenen Werken finden sich aber teilweise Zitate oder Bemerkungen von unterschiedlicher Länge aus verlorenen Texten. Die entsprechenden Passagen in erhaltenen Werke sind somit Sekundärquellen über die verlorenen Werke.

## Abgrenzungen
Das Begriffspaar Primärquelle/Sekundärquelle steht für sich und hat nichts mit dem Begriffspaar Quelle/Sekundärliteratur zu tun. Sowohl Primärquellen als auch Sekundärquellen sind schlicht Quellen; unter Sekundärliteratur versteht man hingegen die moderne Fachliteratur zu einem Thema. Fachliteratur kann unter bestimmten Umständen allerdings selbst zu einer Quelle werden, wenn beispielsweise in der Wissenschaftsgeschichte moderne Darstellungen im Hinblick auf das behandelte Thema untersucht werden. Dies ist aber eher die Ausnahme: Grundsätzlich vermitteln Quellen Informationen über einen bestimmten Sachverhalt, während die Fachliteratur diese nach modernen Methoden kritisch analysiert. Nicht als Sekundärquelle gilt die Quellenedition.
Im englischen Sprachraum hingegen verwendet man das Gegensatzpaar für die Quellen (primary sources) und die Sekundärliteratur (secondary sources). Tertiary sources bezeichnet Hilfsmittel wie Fachwörterbücher, Handbücher, Geschichtsatlanten usw.

## Beispiele
- Person A hat an einem Ereignis teilgenommen und schreibt einen Bericht darüber. Person B hat diesen Bericht gelesen und erzählt davon in einem Brief. In diesem Fall ist der Bericht der Person A die Primärquelle zu dem Ereignis, der Brief von Person B eine Sekundärquelle. Wenn der Historiker wissen will, was im eventuell verloren gegangenen Bericht stand, helfen dabei die betreffenden Angaben im Brief.
- Ahasver von Brandt nennt Goethes Tagebuch der Italienischen Reise (1786) eine Primärquelle gegenüber der späteren Italienischen Reise (1816).[3]